# Sonja Sever
Sonja Sever [sónja séver], slovenska mladinska pisateljica in prevajalka, *  11. april 1900, Celje, † 26. november 1995, Zagreb.
Severjeva je delovala v Zagrebu.

## Življenje in delo
Sonja Sever, rojena Kamplet uradniku Mihaelu in Rozaliji rojeni Siter-Kocen, nečakinji kartografa Blaža Kocena, je obiskovala osnovno šolo v Celju (1906–09), osnovno in meščansko šolo v Gradcu (1909–15), gospodinjsko šolo v Ljubljani (1923–24) in se 1924 poročila s trgovcem in književnikom Ivom Severjem. Leta 1932 je, po moževi smrti, v Zagrebu odprla otroški vrtec in v njem pripovedovala izvirne pravljice, pripovedke in basni, ter jih objavljala v različnih listih. Zgodbe na sodoben način vzbujajo ljubezen do sočloveka, živali in narave, veselje do dela in ustvarjanja. V posebnih knjigah so izšle: Čevljarček Palček in druge pravljice (1938); Pravljice (1940); Čarobni nakit (1940); robinzonijada Zvesti tovariši (1949); Zgodbe o živalih (1952).  Po letu 1945 je izšlo več njenih spisov v izdajah Novega pokolenja, Pionirja in Pedagoško-književnega zbora v Zagrebu. Mladinski roman Mali Kinez Kong i crveni lampion (Prosveta, Zagreb, 1948) je bil prvotno napisan v slovenščini,  izšel je tudi v makedonščini kot Maliot Kinez Kong (Novo pokolenje, Skopje 1950).
Posebno prve pravljice so kritiki sprejeli s priznanjem, poudarjali pisateljičino svežo domišljijo, nazornost in pestrost. Severjeva je tudi prevajala. V slovenščino je prevedla deli: Heinricha Hoffmanna - Der Struwwelpeter - Zaspanček Razkodranček (Ljubljana, 1925) in Wilhelma Buscha - Max und Moritz - Cipek in Capek (Ljubljana, 1929).

## Dela v slovenskem jeziku
- Čevljarček Palček in druge pravljice, 1938 COBISS
- Pravljice, 1940 COBISS
- Zvesti tovariši, 1949 COBISS
- Kamenček sreče: zgodbe o živalih[mrtva povezava], 1952 COBISS

## Dela v tujem jeziku
- Mali Kinez Kong,  1948 - napisana v srbski cirilici COBISS
- Novi život, 1951 - napisana v hrvaškem jeziku COBISS